# Aufwärts-Effekt

Abb. 1. Schichtenlehre des Aristoteles – Zum besseren Verständnis des Begriffs „Hyle“ (= ungeformte Materie, Stoff, Holz, wilde Wurzeln) siehe auch die aristotelische Lehre des Hylemorphismus.

Von einem Aufwärts-Effekt spricht man in der Philosophie, Soziologie und Psychosomatik, wenn Wirkungen in einem komplex organisierten biologischen oder gesellschaftlichen System beschrieben werden, die von einer bestimmten unteren Schicht ausgehen (vgl. Schema in Abb. 1) und Auswirkungen in einer höheren Schicht zur Folge haben. Es handelt sich dabei um Modellvorstellungen nach der Schichtenlehre. Für die Wirkungen der biologischen Aufwärts-Effekte ist die Bezeichnung somatogen bzw. somatopsychisch gebräuchlich. Für die entgegengesetzte Wirkung der Abwärts-Effekte sollten daher entsprechende Bezeichnungen wie psychosomatisch, „psychogen“ oder psychogenetisch verwendet werden.(a) (a)

## Systemtheorie
Gemäß der Systemtheorie sind die schichttheoretischen Auffassungen auch als bio-psycho-soziales Modell zu verstehen. Die Bedeutung der einfachsten Elemente aus den unteren Schichten wird beim Einzelwesen nicht nur reduktionistisch aus den physischen Eigenschaften dieser Elemente abgeleitet, vielmehr geht es um übergreifende biochemische, physiologische und somatopsychische Korrelate auf eine höhere Interaktionsebene, siehe Kap. Integrationsebene.(b) Die soziale Apologetik legt Wert auf das Gleichgewicht und das Funktionieren der Elemente im gesellschaftlichen Zusammenhang und betont nicht die aus gesellschaftlichen Unterschieden resultierenden Konflikte. Einfache, automatisch ablaufende biologische Vorgänge werden ggf. in komplexe soziale Verrichtungen integriert.(b) So wird etwa die Aufgabe einzelner Zellen unterschiedlicher Organe als integrativer Bestandteil auf der jeweils höheren organischen Ebene verstanden, ebenso wie z. B. die Funktion des lebensnotwendigen Stoffwechsels des gesamten Organismus als Voraussetzung höherer psychischer Leistungen. Gleiches gilt auch für die Aufgabe einzelner Organe in einem gesamten Organismus. Eine hierarchische Gliederung ergibt sich aus dem Phänomen der Emergenz und der Feststellung durch Laotse (um 604–520 v. Chr.), Platon (um 427–347 v. Chr.), Aristoteles (um 384–322 v. Chr.) und Ch. v. Ehrenfels (1859–1932), dass das Ganze mehr ist als die Summe der Teile.(c),  (a) Wendet man die Systemtheorie auf soziale Systeme an, wie etwa auf Vertreter unterer sozialer Schichten, so erscheint ihre Aufgabe ebenso in einem gewaltlosen integrativen und solidarischen Zusammenhang mit der gesamten Gesellschaft unverzichtbar.(a)
Bei Störungen dieses Zusammenhangs bzw. im Falle von Konflikten bei einem Einzelwesen ist u. U. auszugehen von Krankheit als „ungelöste Problemsituation oder deren Folgen auf einer, mehreren oder allen Ebenen des hierarchischen Systems“.(d) Im Hinblick auf die Gesellschaft wäre dagegen von Bürgerkrieg, gewaltsamer Revolution oder Krieg zu sprechen. Auf diesen Überlegungen beruht das philosophisch begründete Naturrecht, das von einem Naturzustand ausgeht im Gegensatz zu der Annahme, dass sich jede Kultur deutlich von diesem Naturzustand unterscheidet, nämlich durch die angeblich primäre Anwendung von Gewalt, vgl. die Mythen von Kain und Abel oder Romulus und Remus, siehe etwa auch die These von Karl Marx (1818–1883), nach der Gewalt als „mächtige Geburtshelferin der Geschichte“ fungiert, siehe auch → Historismus und Historizismus.(b) Die analoge Beziehung zwischen Individuum und Gesellschaft nach der Systemtheorie konkretisiert sich beispielsweise auch in der allgemeinen, individuell-gesellschaftlichen Anwendung des Funktionalismus.
Es geht dabei um übergreifende Zusammenhänge, die je nach besonderem Fall als biochemische, physiologische und somatopsychische Korrelate, soziale oder politische Beziehungen bezeichnet werden. Nach der Zeichenlehre werden sie auch als „Übersetzungen“ angesehen. Damit soll die Verbindung zu anderen Systemebenen unterstrichen werden.(e) Alle Schichten, so auch die 5. Schicht (nach Abb. 1) des „Geists“ sind auch auf kollektive Zusammenhänge anwendbar. Geist ist nicht nur als personaler Geist der Einzelwesen, sondern auch als objektiver Geist der gesellschaftlichen Gemeinschaft zu verstehen (vgl. Geisteswissenschaften).(a)
Jede Schicht bzw. Systemebene ist somit auch durch eine ihr eigene spezifische Sprache ausgezeichnet für die jeweils gegebene Schicht (ggf. auch bestimmt durch wissenschaftliche inhaltliche Fachbezeichnungen und spezifische Terminologie wie der von Physik, Chemie, Biologie, Psychologie und Soziologie) einschließlich im jeweiligen Einzelfall herzustellender Bedeutungskoppelungen. Sie weisen auf Verbindungen zwischen den Systemebenen hin.(f) Nicolai Hartmann (1882–1950) führte die Begriffe des Kategorienkomplexes und zugehöriger Determinationstypen ein; siehe auch → Schichtenlehre (Philosophie).(b)

## Beispiele
Als sozial und psychologisch problematisch sind in gewisser Weise folgende Beispiele in den Kap. Pawlow und Lyssenko zu bewerten, da sie vom Zeitgeist des 19. und 20. Jahrhunderts beeinflusst erscheinen, von dem viele „materialistische“ Theorien und Ideologien ihren Ausgang nahmen.

### Pawlow
In eine solche Richtung tendiert z. B. die Entdeckung der konditionierten Reflexe durch den russischen Mediziner, Physiologen und Verhaltensforscher Iwan Petrowitsch Pawlow (1849–1936), der 1904 mit dem Nobelpreis ausgezeichnet wurde. Wenig später beschrieb er die bedingten Reflexe. Seine Arbeiten bezogen sich ursprünglich auf die Physiologie des Verdauungsapparats. Die von ihm zuletzt als konditionierte oder bedingte Reflexe bezeichneten physiologischen Vorgänge, erwähnte er mit etwas anderen Worten bereits bei einem Vortrag, den er 1899 in Petersburg hielt und in dem er auch über seine Versuche berichtete, die er an den Speicheldrüsen von Hunden vorgenommen hatte. Erworben wurden diese bedingten Reflexe durch die spezifische Versuchsanordnung, durch den Anblick des Futters, das Hören der Tätigkeiten des Wärters beim Zubereiten der Nahrung usw. Die dabei gewonnenen physiologischen Beobachtungen bewertete Pawlow damals als „Elemente dessen, was wir seelische Tätigkeit nennen“. Pawlow bediente sich hiermit etwas zaghaft einer psychologischen Sprache. Sie kann in diesem Zusammenhang auch als Bedeutungskoppelung verstanden werden, die einen Zusammenhang herstellt zwischen einer in Abb. 1 dargestellten eher materialistischen Schicht („1. Hyle“) und einer höheren biologischen und psychologischen Schicht („3. Lebewesen“ und „4. Seele“).(g)
Die von den vegetativen Organen (so u. a. auch von der Bauchspeicheldrüse) ausgehenden Signale können sehr wohl zönästhetische Wirkungen auf das Gehirn bzw. auf höhere Zentren des Nervensystems ausüben (Aufwärts-Effekt).
Die Leistung Pawlows für die Psychologie, Psychiatrie und die Psychosomatische Medizin kommt in der gewonnenen Systematik zum Ausdruck, dass den unbedingten und daher angeborenen Reflexen die vom autonomen Nervensystem gesteuerten Nerventätigkeiten entsprechen wie es bereits vor Pawlow die russische Lehre des Nervismus forderte.(a) Den bedingten und daher erworbenen Reflexen aber können die über das animalische Nervensystem laufenden nervösen Reaktionen zugeordnet werden, vgl. Abb. 3. Letztere besitzen eine gewisse psychologische Qualität von Bewusstheit.(h) Gestörte Funktionen dieser verschiedenen Systeme des Nervensystems wurden nach Sigmund Freud (1856–1939) und Otto Fenichel (1897–1946) einmal als Organneurosen (autonom bzw. vegetativ verursacht) bezeichnet – siehe auch Bereitstellungskrankheit – oder aber als Konversionsstörung. Letztere wurden schließlich als Ausdruckskrankheit angesehen und damit dem animalischen Nervensystem zugeordnet.
Das psychologische Interesse wurde von Pawlow jedoch nicht konsequent weiter verfolgt.(c) Hierbei mag die allgemeine materialistische Haltung vieler Wissenschaftler zur damaligen Zeit eine Rolle gespielt haben, die schon vor Pawlow ähnliche Konzepte verfolgten. Sie können als Vorläufer des Behaviorismus gelten. Als ein solches Konzept sei die bereits 1884 und 1885 entwickelte James-Lange-Theorie erwähnt.(b)
Politische Faktoren dürften vor der Revolution bis 1917 wohl kaum eine Rolle für die frühe Tätigkeit Pawlows gespielt haben.(d) Dennoch war Pawlow bereits vor 1917 an der russischen Militärakademie seit 1895 in Petersburg tätig. Er war auf staatliche Billigung seiner Tätigkeiten angewiesen, auch nach 1917. Da die Würdigung psychischer Aktivitäten im Behaviorismus bekanntlich problematisch erscheint, sprach Pawlow im oben erwähnten Vortrag nur von „wenig bewussten“ Wünschen, Gefühlen und Gedanken, die damals nur eine „minimale“ Beachtung erforderten. Pawlow wollte sich von den experimentellen Arbeiten Wilhelm Wundts (1832–1920) abgrenzen, da dieser den Emotionen und Erlebnissen eine eigene Qualität zuordnete im Gegensatz etwa zu William James (1842–1910).(c) Den „wenig bewussten“ Wünschen hatte jedoch der zur gleichen Zeit lebende Sigmund Freud mit der Bezeichnung Organneurose besondere Aufmerksamkeit geschenkt.(e) Die Entdeckungen Pawlows bedeuteten für die sowjetische Philosophie und Psychologie allerdings den Nachweis der ›materiellen Natur der psychischen Tätigkeit‹. Insofern Pawlows Psychologie bewusst und fraglicherweise absichtlich in reduktionistischer Weise auf seine Reflexlehre bezogen erscheint, wird ihm daher in kritischer Hinsicht ein „Pawlowianismus“ bzw. eine „Reflexologie“(c) oder gar eine „Reflexmythologie“(f) unterstellt. Zur Begriffsgeschichte der Art von Analogie zwischen „höheren“ (bedingten) und „niedrigen“ (unbedingten) Reflexen vgl. a. den Terminus des „psychischen Reflexbogens“.
Im Ergebnis erscheint die Bedeutung der Reflexlehre Pawlows sich nur schwer in die Theorie der Aufwärts-Effekte einbeziehen zu lassen. Sieht man unter normalen Bedingungen von „minimalen“ zönästhetischen Auswirkungen der zentralen Rückmeldung durch innere Organe ab, so verbleibt es wohl dabei, auf entwicklungsgeschichtliche Unterschiede zu verweisen wie dies bereits Jakob Johann von Uexküll (1864–1944) getan hat. Bei der Klärung der Frage, ob der Körper bisweilen als agierende Instanz auftrete, hat er betont, dass dann, wenn der Seeigel laufe, auch wenn er nicht über ein zentrales Nervensystem (ZNS) verfüge, die Beine den Seeigel bewegen. Wenn allerdings der Hund laufe, so bewege der Hund seine Beine. Mit „Hund“ ist hier die Beteiligung seines ZNS gemeint. Üexküll nannte den Seeigel eine „Reflexrepublik“, weil die Richtung, in die sich der Seeigel bewege, zwischen den einzelnen ziemlich autonom organisierten Körperabschnitten abgestimmt werden müsse, vgl. die bewusst gewählte politische Analogie der Bezeichnung.(g) Die Arbeiten Pawlows erfuhren ebenfalls eine deutliche politische Unterstützung wie etwa durch die 1926 erfolgte Gründung der biologischen Station für Evolutionsbiologie in Koltuschi.(b) Die Aufgabe des autonomen Nervensystems beim Menschen besteht aber im Normalfalle gerade darin, die Steuerung der Organe nicht zentral, sondern ohne Beteiligung bewusstseinsbildender Zentren – also unterhalb des psychophysischen Niveaus und ohne Beteiligung der höchsten Zentren – im Sinne eines Automatismus – ablaufen zu lassen.(h) Auch das Nervensystem kann im übertragenen Sinne der Abb. 1 in „höhere“ und „niedrigere“ anatomisch konkretisierbare Schichten gegliedert werden. Diese Gliederung des Nervensystems in ein anatomisch strukturiertes Gefüge von Funktionen, die nicht nur den meist einförmigen, grundlegenden und lebensnotwendigen Bedürfnissen dienen (Reiz-Reaktions-Modell), sondern auch der zunehmenden Komplexität von Entscheidungen in der Entwicklungsreihe Rechnung tragen (Informationstheorie), wird auch als Niveauschema der Reizbeantwortung bezeichnet.(d)
Karl Jaspers (1883–1969) hat darauf hingewiesen, dass das neurologische Reflexschema nicht unbedingt dem physiologischen Funktionsschema entspricht. Hier sind nicht nur einzelne Nervenbahnen oder Reflexketten, sondern ganze Systeme von Nervenzellen bzw. neuronale Netze beteiligt. Vgl. dazu die Ausführungen von → Funktionalismus und Topik.
Pawlow hat festgestellt, dass es eine Verbindung zwischen autonomem und animalischen Nervensystem gibt. Das ist die Brücke zu den zentralnervösen bzw. psychischen Abläufen, die auch von den Neurowissenschaften insgesamt behandelt werden und die im Rahmen der Aufwärts-Effekte bemerkenswert erscheint.

### Lyssenko
In ganz anderer Weise als bei Pawlow ist in diesem Zusammenhang der materialistischen Theorien auch auf die soziologisch und politisch bedeutsame Rolle der Arbeiten des sowjetischen Agrarforschers und Biologen Trofim Denissowitsch Lyssenko (1898–1976) zu verweisen. Der unter Josef Stalin führende Biologe der UdSSR vertrat die nach westlicher Ansicht verlassene Auffassung des Neolamarckismus, wonach Erbfaktoren durch Umwelteinflüsse verändert werden können. Das würde bedeuten, dass auch erworbene Eigenschaften vererbt werden können. Die These war konform mit dem dialektischen Materialismus. Menschen werden damit als Produkt politisch veränderbarer sozialer Verhältnisse angesehen. Hierdurch sollte eine neue und stabile Basis der Gesellschaftsordnung geschaffen werden. Paradoxerweise haben sich jedoch aufgrund der Thesen Lyssenkos die Agrarerträge u. a. auch durch die erfolgende Zwangskollektivierung verschlechtert.(i)

## Konsequenzen und Alternativen
Aufgrund vorstehender Beispiele ist auf einige theoretische und praktische Konsequenzen und Alternativen einzugehen. Die Beispiele sollten die Problematik gesellschaftlicher Anwendungen des Prinzips der Aufwärts-Effekte erläutern. Beispiele stellen aber nach Kant den Gängelwagen der Verstandeseinsicht und Urteilskraft dar (KrV B 174), da sie nur selten die Bedingungen der Regel ganz erfüllen.

### Wissenschaftstheorie
Wenn auch die immensen Verdienste Pawlows nicht nur für die Physiologie, sondern selbst für die psychologischen und psychiatrischen Wissenschaften nicht zu bezweifeln sind, so fragt sich doch, ob sie nicht stellvertretend für alle naturwissenschaftlichen Forschungsergebnisse beschnitten werden von methodischen und weltanschaulichen und daher letztlich objektivistischen Voraussetzungen. Die Bezeichnung der objektiven Psychologie wäre damit in Frage gestellt. Im Falle des dialektischen Materialismus stellt sich auch zusätzlich die Frage nach einer geschichtlichen Gesetzmäßigkeit der ökonomischen Entwicklung.(d) Geht man im Zusammenhang des Themas „Aufwärts-Effekt“ von den Determinationstypen Kausalität und Finalität nach Nicolai Hartmann aus, so fragt sich außerdem, ob es einen Übergang beider Prinzipien gibt und wie die Übergänge im Einzelfall ggf. zu berücksichtigen sind.(e) (j) Da häufig Abwärts- und Aufwärts-Effekte gleichzeitig bestehen, fragt es sich, wie diese hinsichtlich der von ihnen jeweils ausgehenden komplexen Auswirkungen voneinander unterschieden werden können.(i) Hans-Georg Gadamer (1900–2002) hat es sich in Sachen Wissenschaftstheorie zur Aufgabe gesetzt, den „Erkenntnis- und Methodenbegriff der philosophischen Erkenntnistheorie von der einseitigen Oberbewertung der Grundbegriffe der modernen Erfahrungswissenschaften zu lösen und die Erfahrung des Verstehens daneben geltend zu machen“. Pawlow setzte die seit der Aufklärung mit René Descartes (1596–1650) und Gottfried Wilhelm Leibniz (1646–1716) begonnenen Überlegungen der automatenhaften seelischen Funktionen (Maschinenparadigma) weiter fort, bediente sich damit gewissermaßen auch einer Art von Experimentalpsychologie, gelangte jedoch auch an eine Grenze der begrifflichen Komplexität bei der Auslegung seines Reflexmodells.(k)

### Praktische Medizin
Aufwärts-Effekte sind bei den meisten somatischen Krankheiten bekannt. Allgemeinsymptome wie z. B. Müdigkeit können Folge eines nachweisbaren körperlichen Befunds sein, so etwa von Anämie. Das Wohlbefinden eines Menschen erscheint daher umgekehrt als Summe von gut funktionierenden körperlichen Abläufen (wie etwa der Blutbildung), die einem bestimmten Menschen meist nicht bewusst sind. Demgegenüber ist dem Befinden eines Patienten bei der ärztlichen Untersuchung Beachtung zu erweisen. Dem Wohlbefinden als Aufwärtseffekt, das schließlich als Zustand der Emergenz gewonnen wird, stehen die Restriktionen gegenüber, die von den Abwärts-Effekten unterhalten werden. Bei einer leukämischen Blutkrankheit mit Anämie sind diese Restriktionen ausgefallen. Blutzellen proliferieren ungehindert und wahllos. Durch Zytostatika wird versucht, neue Restriktionen aufzustellen. Vielfach disponieren aber unlösbare psychosoziale Probleme und damit einhergehende seelische Verdüsterung zu körperlichen Krankheiten verschiedenster Art. Dabei ist anzunehmen, dass fehlende Restriktionen (im Sinne von Auflösung der früher erworbenen Bedeutungskoppelung) als Abwärts-Effekte hierfür verantwortlich zu machen sind. Solche hemmenden Mechanismen sind für das Immunsystem, das hormonale System und für etliche nervöse Prozesse wahrscheinlich. Es wird allerdings auch die These vertreten, dass das Wohlbefinden der Garant dieser notwendigen Verbindung von Abwärts- und Aufwärts-Effekten als Voraussetzung von Gesundheit darstellt.(j)

Abb. 2. Kontinuum diagnostischer Kategorien bzw. Frage der Übergänge zwischen körperlichen und seelischen Erkrankungen. Rechts unten auf der roten Kurve müsste es anstatt von "Psychosomatik" eigentlich „somatopsychische Erkrankungen“ heißen. Diese Bezeichnung ist jedoch weniger gebräuchlich, siehe Text.

Die Kombination von Aufwärts- und Abwärts-Effekten wurde auch bei der Anorexia nervosa diskutiert, da einseitige Annahmen der Verursachung etwa durch hormonelle Faktoren oder durch ungenügende Nahrungsaufnahme das Krankheitsbild nicht zutreffend erklären konnten.(k)
Auf solche Kombinationen weist auch Stavros Mentzos (1930–2015) hin. Er geht ihm dabei noch immer rein theoretisch um eine „konstitutionell vorgegebene Hypersekretion der Magenschleimhaut“ bei einem Säugling. Dies führe zu überdurchschnittlichem Hunger. Mentzos konstruiert daraus die verschiedensten Gegenreaktionen seines Milieus, d. h. Reaktionen im Verhalten der Pflegepersonen bzw. der Mutter. Daraus wiederum leitet er beim Kind eine Generalisierung des so entstandenen Interaktionsmusters ab. Auf diese Weise komme es zur Entwicklung einer gewissen psychischen Struktur und zur Entfaltung einer Persönlichkeit (Aufwärts-Effekt), die ihrerseits unausweichlich zu der Entstehung neuer und zusätzlicher somatischer Veränderungen, Störungen und Schädigungen führen können (Abwärts-Effekte). Es handle sich dabei ggf. um ein Affektkorrelat. Auch an ein Affektäquivalent ist zu denken. Letztere Vorgänge könnten als sekundäre Somatisierung angesehen werden und zu einem lebenslangen Kreislauf fortschreitender Erkrankungen führen. Solche Kombinationen seien so häufig, dass sie als ein universelles Modell für die Entstehung psychischer Krankheiten vorstellbar sind. Dies legt auch die Abb. 2 nahe, indem eigentlich bei jeder psychischen Krankheit unterschiedlich zu gewichtende Faktoren somatogener und psychogener Art zu beachten sind. Darin liegt die praktische Bedeutung dieser Annahmen.
Die somatopsychische Relation, wie sie Gegenstand des Aufwärts-Effekts ist, hat erhebliche rechtliche Bedeutung insofern, als die Nichtbeachtung körperlicher Ursachen für die Diagnose psychischer Erkrankungen elementar ist und ggf. als ärztlicher Kunstfehler angesehen werden kann. Die Bezeichnung „Behandlungsfehler“ für das fehlerhafte ärztliche Vorgehen ist vom Sprachgebrauch her insofern nicht ausreichend, als ärztliches Handeln bereits bei der Untersuchung und nicht erst bei der Behandlung (Therapie) fehlerhaft sein kann. Ein Diagnosefehler oder eine unzureichende Befunderhebung liegt aber vor, wenn der behandelnde Arzt ein eindeutiges Krankheitsbild verkennt, indem er es beispielsweise bei der Feststellung einer psychischen Krankheit versäumt, den Patienten hinreichend körperlich zu untersuchen und somit mögliche körperliche Ursachen nicht in Betracht zieht. Auch die soziale Situation des Patienten kann hier ausschlaggebend sein. Dennoch hat sich als Bezeichnung für den Zweig der Medizin, der sich mit den Nachbardisziplinen ausdrücklich befasst, nicht „somatopsychische Medizin“, sondern der Name „psychosomatische Medizin“ durchgesetzt. Dabei bleiben Aufwärts-Effekte scheinbar unberücksichtigt.
Bekannt ist die Krankengeschichte eines an Diphtherie erkrankten Patienten, der wegen diphtherischer Schluckstörung nicht mehr an den gemeinsamen Mahlzeiten im Kreis seiner Familie teilnehmen konnte. Er entwickelte daher soziale Auffälligkeiten.(l)
Bei den relativ gut erforschten psychosomatischen Erkrankungen (Holy Seven) wie dem Ulcus duodeni ist es wichtig zu wissen, dass frühe Erfahrungen bei der Nahrungsaufnahme zu einer Bahnung von sozialen Verhaltensweisen geführt haben (Aufwärts-Effekt). Die Empfindungen der Magenschleimhaut des Säuglings beim Stillen werden gekoppelt mit der Erfahrung einer sozialen Einheit mit der Mutter (Anaklise). Bei Störungen des Sozialverhaltens sind umgekehrt entsprechende Abwärts-Effekte anzunehmen, indem die erlernten (erworbenen) Bahnungen gestört werden.(l)

## Psychophysische Korrelation

Abb. 3 Psychophysische Korrelation oder Regelkreis zwischen der höheren animalischen Ebene und der niedrigeren vegetativen Ebene

Reduziert man die Vorstellung verschiedener Schichten auf nur zwei Ebenen, nämlich auf eine psychische und eine physische, so lässt sich auch von einer psychophysischen Korrelation sprechen, wie sie in Abb. 3 dargestellt ist. Diese Beschränkung auf zwei Schichten oder Ebenen ist seit der Unterscheidung von Descartes in eine „res extensa“ (= ausgedehnte Substanz, Leib) und eine „res cogitans“ (= denkende Substanz, Seele) geläufig.(e)

## Integrationsebene
Nach Thure von Uexküll (1908–2004) sind Aufwärts-Effekte als Wirkungen zu beschreiben, die von der weniger komplexen (niedrigeren) Integrationsebene auf eine komplexere (höhere) Ebene ausgeübt werden. Es handelt sich dabei um Ebenen eines hierarchischen Systems.(m)